# دهه ۶۰ (میلادی)
دهه ۶۰ (میلادی) دهه ۶م تقویم میلادی است.

## درگذشتگان
‎
......